# Palmyre du Nord (prix littéraire)
Pour les articles homonymes, voir Palmyre du Nord (homonymie).
Le prix littéraire Palmyre du Nord (en russe : Северная Пальмира) fut décerné de 1994 à 2002, à Saint-Pétersbourg (« Palmyre du Nord » est un surnom de la ville) chaque 6 juin, jour de la naissance d'Alexandre Pouchkine, dans quatre catégories. Décerné chaque année pour une œuvre littéraire créée en russe et publiée à Saint-Pétersbourg. Le lauréat reçoit une statuette en bronze du sculpteur Grigori Iastrebenetski.

## Lauréats

### 1995
- Alexandre Kouchner (poésie)
- Felix Roziner (prose)
- Felix Lurie (critique littéraire)

### 1996
- Vladimir Drozdov (poésie)
- Andreï Bitov (prose)
- Boris Paramonov (critique littéraire)

### 1997
- Lev Loseff (prose)
- Mikhaïl Panine (poésie)
- Alekseï Pourine (critique littéraire)

### 1998
- Timur Kibirov (prose)
- Inga Petkevitch (poésie)
- Efim Etkind (critique littéraire)

### 1999
- Valeri Popov (prose)
- Elena Schwarz (poésie)
- Elena Nevzgliadova (critique littéraire)

### 2000
- Aleksandr Volodine (prose)
- Serguei Gandlevski (poésie)
- Yakov Gordine (critique littéraire)

### 2001
- Elena Tchijova (prose, pour le roman Krochka Tsakhes)[1]
- Boris Ryji (poésie) - à titre posthume
- Arlen Blum (critique littéraire)

### 2002
- Victor Sosnora (prose)
- Alekseï Pourine (poésie)
- Victor Konetski (critique littéraire)